# Suessula
Suessula var en av campaniernas städer. Staden låg mellan Capua och Nola, ungefär 7 kilometer nordöst om Acerrae vid gränsen mot Samnium.
Suessula nämns upprepade gånger i samband med krigen mellan Rom och samniterna och även i samband med det andra puniska kriget. I första samnitiska kriget (343 f.Kr.) vann Valerius Corvus en stor seger över samniterna i Suessula. I nästkommande kampaniska krig valde Suessula att liksom Capua vända sig mot Rom. Resultatet var att de 338 f.Kr. blev civitas sine suffragio. 
Suessula kom att spela en stor roll i andra puniska kriget på grund av sin stragetiska position på Via Popilia. Vid Suessula korsades Via Popilia av en väg som gick mellan Neapolis och Acerrae och vidare till Via Appia och Caudinska passen där romarna gjorde ett permanent läger under en period under andra puniska kriget.
Suessula utmärker sig inte efter andra puniska kriget: staden är ett municipium under kejsartiden och fick ta emot en mängd veteraner under Sulla, men staden blev inte koloni.
Under en period var Suessula biskopssäte och under en period var det huvudstad i ett lombardiskt förbund. Staden plundrades upprepade gånger av saracenerna och övergavs av sina invånare på grund av malaria.
Ruinerna ligger i skogen Bosco d'Acerra omkring sju kilometer söder om  Maddaloni (provinsen Caserta i regionen Kampanien) och i närheten ligger ett slott som fortfarande kallas Torre di Sessola. I ruinerna efter Suessula kan man fortfarande se spår efter en teater och mellan 1878 och 1886 grävde man ut oskiska gravar i Suessula.